# Fakhruddin Ahmed
Fakhruddin Ahmed in bengalese ফখরুদ্দীন আহমেদ (Munshiganj, 1º maggio 1940) è un politico ed economista bangladese.

## Biografia
È stato Primo ministro del Bangladesh dal gennaio 2007 al gennaio 2009, come Presidente di un Governo tecnico per amministrare il Paese dopo la crisi economica del 2006.